# Solieria villica
Solieria villica là một loài ruồi trong họ Tachinidae.